# Выборы в Верховный Совет СССР (1979)
Выборы в Верховный Совет СССР X-го созыва прошли 4 марта 1979 года.

## Избирательное право
Согласно действующему на тот момент избирательному праву, все кандидаты должны были быть выдвинуты от КПСС, либо от общественных организаций. Однако так или иначе, все общественные организации контролировались партией, а равно подчинялись закону о деятельности общественных организациях от 1931 года, постановляющий наличие в оных партийного правления, а КПСС так и оставалась единственной легальной партией в стране.
Теоретически, избиратели могли проголосовать против КПСС, однако для этого потребовалось бы испортить бюллетень, так-как даже пустой бланк признавался как голос за правящую партию. Единственным шансом для непризнания выборов, а равно и протеста против правления партии — явка ниже 50 %, что признавала бы выборы недействительными.

## Кандидаты на выборы
Значительная часть депутатов на данных выборах являлись членами КПСС, а оставшиеся — ВЛКСМ, что лишь создавало иллюзию наличия независимых кандидатов на выборах.

### Избирательная группа «Выборы-79»
По сообщению бюллетеня «Вести из СССР», инициативная группа советских диссидентов пыталась выдвинуть на эти выборы своих кандидатов: Роя Медведева и Людмилу Агапову (жену невозвращенца Валентина Агапова). Группа состояла из 25 человек и называла себя «Выборы-79». Руководителем группы был В. Сычов.
Попытка оказалась неудачной, несмотря на обжалование отказа в регистрации в Центральную избирательную комиссию. В качестве причины отказа называлось отсутствие у группы официальной регистрации. Сычов заявлял о намерении повторить попытку на следующих выборах.

## Результаты

### Совет Союза
|                             |                                          |             |        |               |  |  |  |
| Партия                      | Партия                                   | Голосов     | %      | Мест получено |  |  |  |
|                             | Коммунистическая партия Советского Союза | 174 734 459 | 99,89  | 549           |  |  |  |
|                             | Беспартийные                             | 174 734 459 | 99,89  | 201           |  |  |  |
| Против всех                 | Против всех                              | 185 730     | 0,11   |               |  |  |  |
| Всего                       | Всего                                    | 174 920 189 | 100,00 | 750           |  |  |  |
|                             |                                          |             |        |               |  |  |  |
| Действительных бюллетеней   | Действительных бюллетеней                | 174 920 189 | 100,00 |               |  |  |  |
| Недействительных бюллетеней | Недействительных бюллетеней              | 32          | 0,00   |               |  |  |  |
| Всего бюллетеней            | Всего бюллетеней                         | 174 920 221 | 100,00 |               |  |  |  |
| Явка избирателей            | Явка избирателей                         | 174 944 173 | 99,99  |               |  |  |  |

### Совет национальностей
|                             |                                          |             |        |               |  |  |  |
| Партия                      | Партия                                   | Голосов     | %      | Мест получено |  |  |  |
|                             | Коммунистическая партия Советского Союза | 174 770 398 | 99,91  | 526           |  |  |  |
|                             | Беспартийные                             | 174 770 398 | 99,91  | 224           |  |  |  |
| Против всех                 | Против всех                              | 149 783     | 0,09   |               |  |  |  |
| Всего                       | Всего                                    | 174 920 181 | 100,00 | 750           |  |  |  |
|                             |                                          |             |        |               |  |  |  |
| Действительных бюллетеней   | Действительных бюллетеней                | 174 920 181 | 100,00 |               |  |  |  |
| Недействительных бюллетеней | Недействительных бюллетеней              | 40          | 0,00   |               |  |  |  |
| Всего бюллетеней            | Всего бюллетеней                         | 174 920 221 | 100,00 |               |  |  |  |
| Явка избирателей            | Явка избирателей                         | 174 944 173 | 99,99  |               |  |  |  |

## См также
- Список депутатов Верховного Совета СССР 10-го созыва